# STS-81
STS-81 foi uma missão da NASA realizada pelo ônibus espacial Atlantis, lançado em 12 de Janeiro de 1997, parte do programa espacial conjunto russo-americano Ônibus Espacial-Mir.

## Tripulação
| Posição                  | Astronauta     | Duração          | Pousou na |
| ------------------------ | -------------- | ---------------- | --------- |
| Comandante               | Michael Baker  | 10d 04h 55m 21s  | STS-81    |
| Piloto                   | Brent Jett     | 10d 04h 55m 21s  | STS-81    |
| Especialista de missão 1 | John Grunsfeld | 10d 04h 55m 21s  | STS-81    |
| Especialista de missão 2 | Marsha Ivins   | 10d 04h 55m 21s  | STS-81    |
| Especialista de missão 3 | Peter Wisoff   | 10d 04h 55m 21s  | STS-81    |
| Especialista de missão   | Jerry Linenger | 132d 04h 00m 20s | STS-84    |

### Trazido da Mir
| Posição                | Astronauta | Duração          | Lançou na |
| ---------------------- | ---------- | ---------------- | --------- |
| Especialista de missão | John Blaha | 128d 05h 27m 55s | STS-79    |